# Slowenische Nationalgalerie

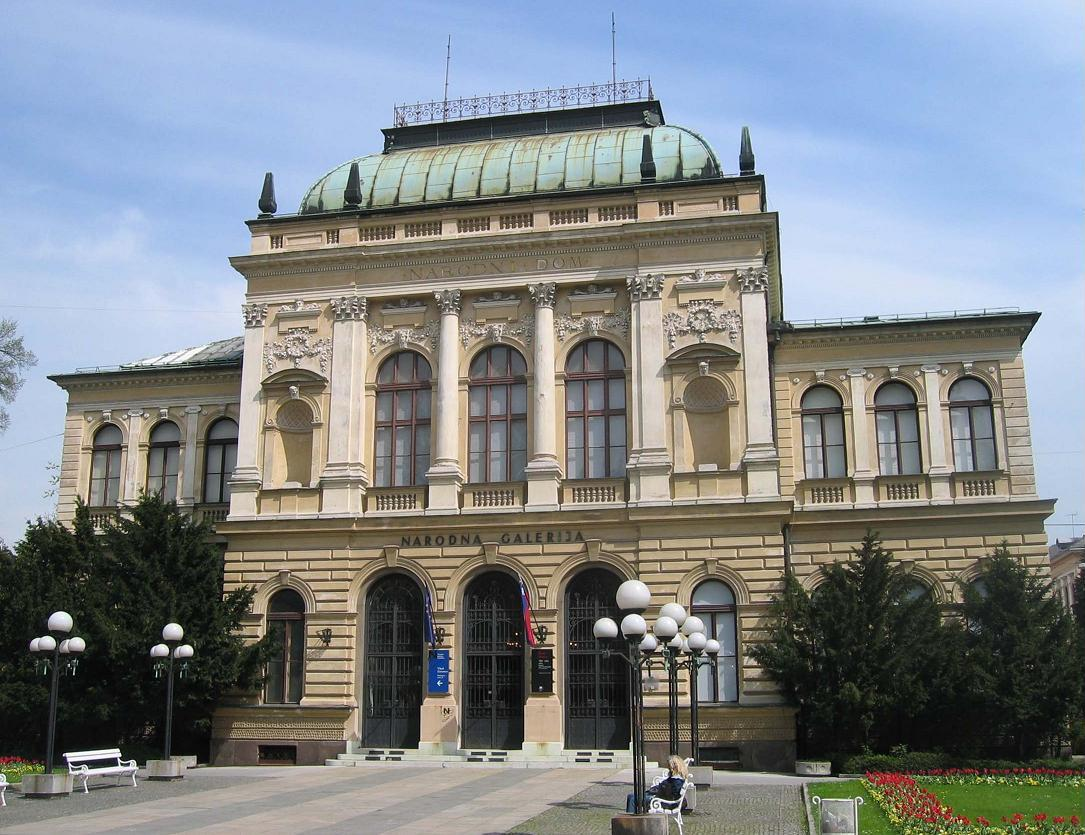
Die slowenische Nationalgalerie

Die Slowenische Nationalgalerie (slowenisch: Narodna galerija Slovenije) ist ein Kunstmuseum insbesondere für Malerei und Skulpturen in der Prešernova cesta 20 der slowenischen Hauptstadt Ljubljana. Direktorin ist Barbara Jaki.

## Geschichte
Das Museumsgebäude wurde im Jahr 1896 nach Plänen des aus Prag stammenden Architekten František Edmund Škabrout als „Narodni dom“ („Volkshaus“) errichtet. Das Aussehen des Baus ist an dem des Prager Nationaltheater angelehnt. Es diente als Veranstaltungsort verschiedenen slowenischen Vereinen, im Erdgeschoss befand sich die Turnhalle des Sokol-Vereins. Die Fassade ist im Neorenaissancestil gestaltet. 1993 wurde das Gebäude um einen im postmodernen Stil nach Plänen des slowenischen Architekten Edvard Ravnikar erbauten Flügel erweitert. Die beiden Gebäudeteile wurden 2001 durch einen gläsernen Verbindungstrakt und eine Eingangsaula nach Plänen des Architektenbüro Jurij Sadar und Boštjan Vuga miteinander verbunden.
Die Initiative zur Errichtung der Sammlung geht auf Ivan Hribar, der zwischen 1896 und 1910 Bürgermeister des damaligen Laibachs und heutigen Ljubljanas war, sowie des Schriftstellers und Historikers Peter von Radics zurück. Als offizielle Gründung der Einrichtung wird das Jahr 1918 angesehen. Die Sammlung war zuerst in einigen Räumen im Kresijska palača („Kreis-Palast“, einem neobarocken k. u. k. Verwaltungsgebäude) untergebracht und bezog 1925 Räume im heutigen Gebäude. 1946 wurde die Sammlung verstaatlicht.

## Sammlung
Der Schwerpunkt der Sammlung umfasst slowenischer Malerei und Skulpturen vom Mittelalter bis zur Gegenwart, dazu Gemälde aus ganz Europa.

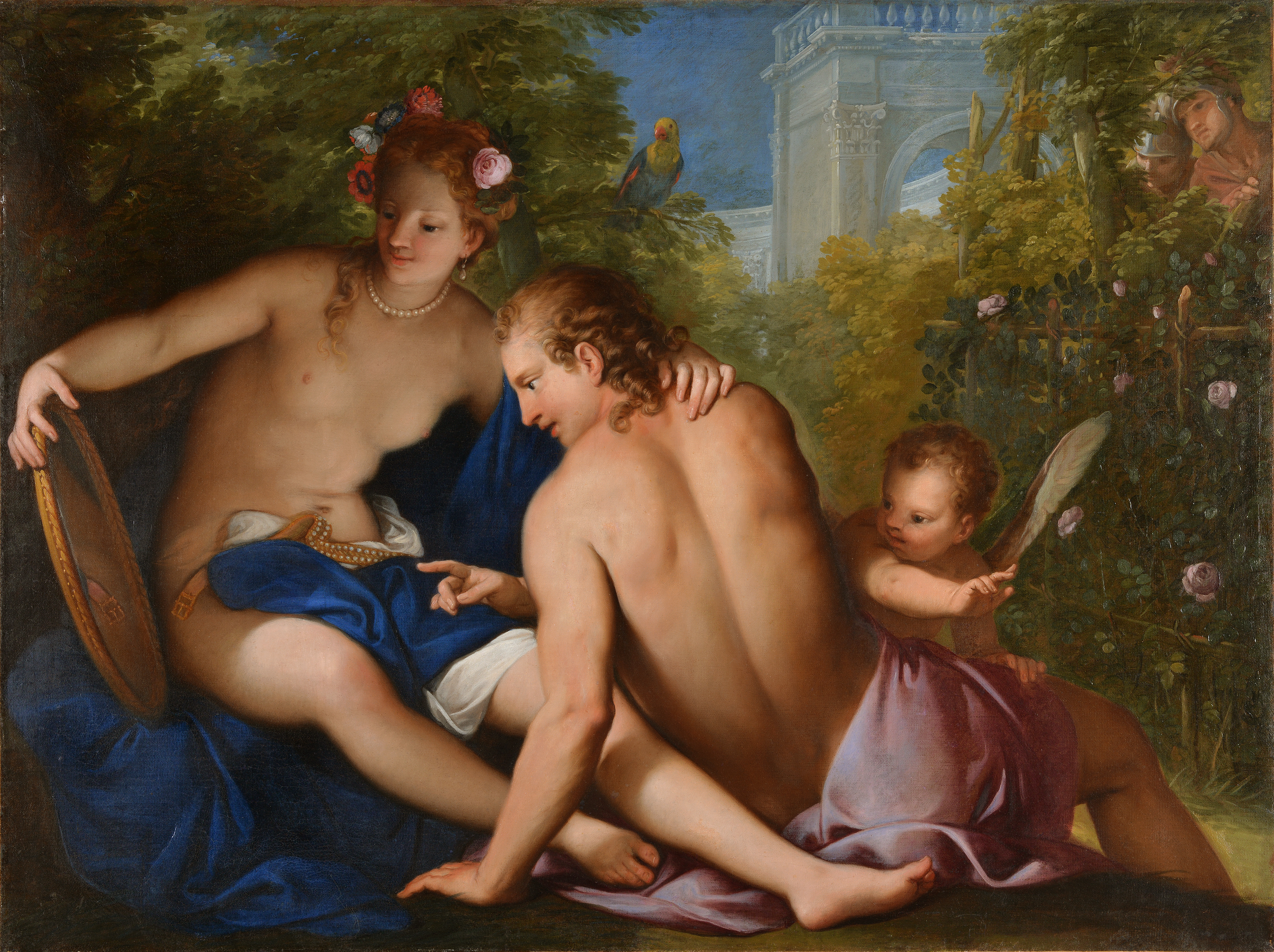
Antonio Bellucci (1654–1726): Rinaldo und Armida
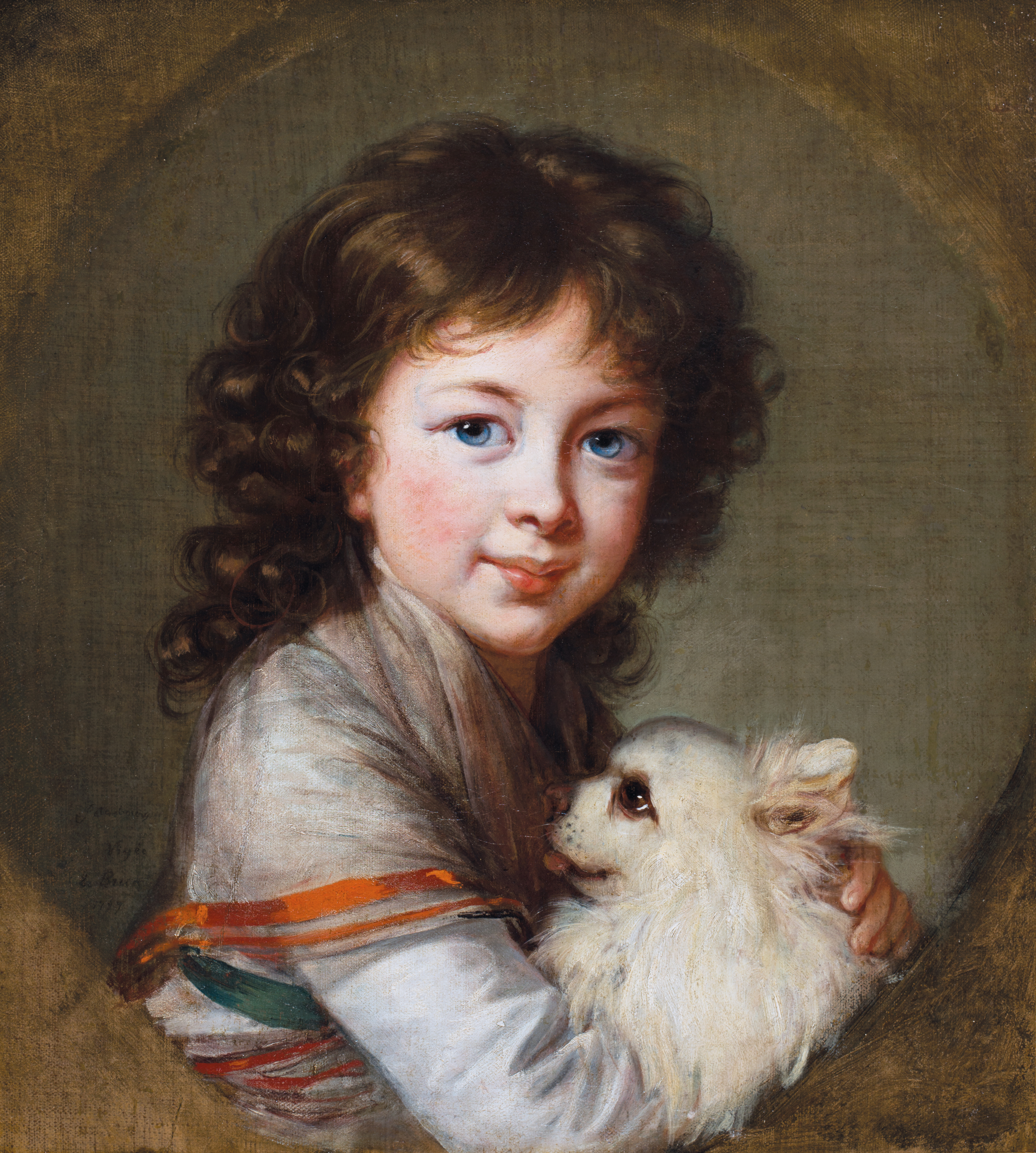
Élisabeth Vigée-Lebrun (1755–1842): Porträt der Elisabeth Isabella Mniszech, 1797
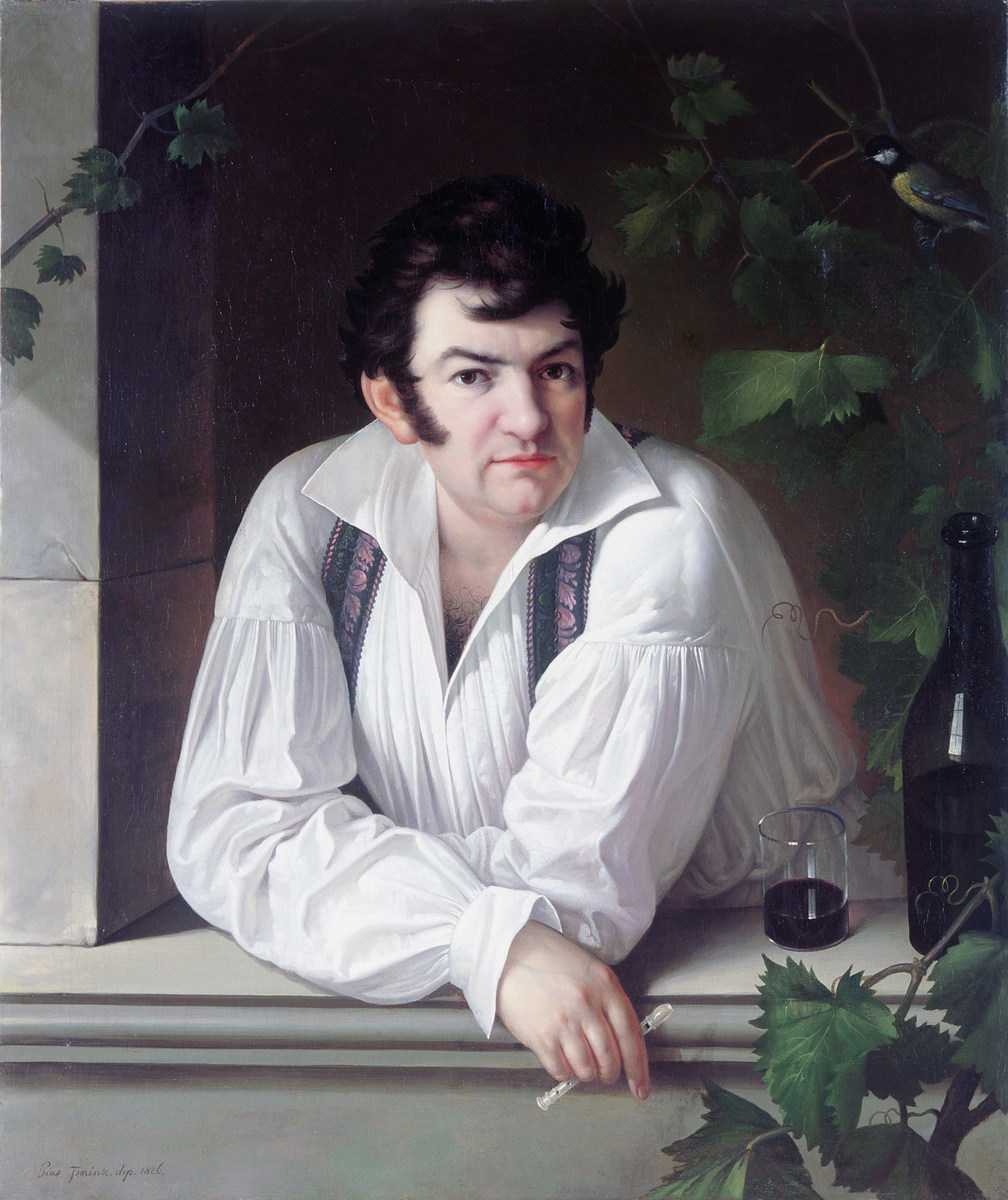
Giuseppe Tominz (1790–1866): Selbstportrait, um 1830
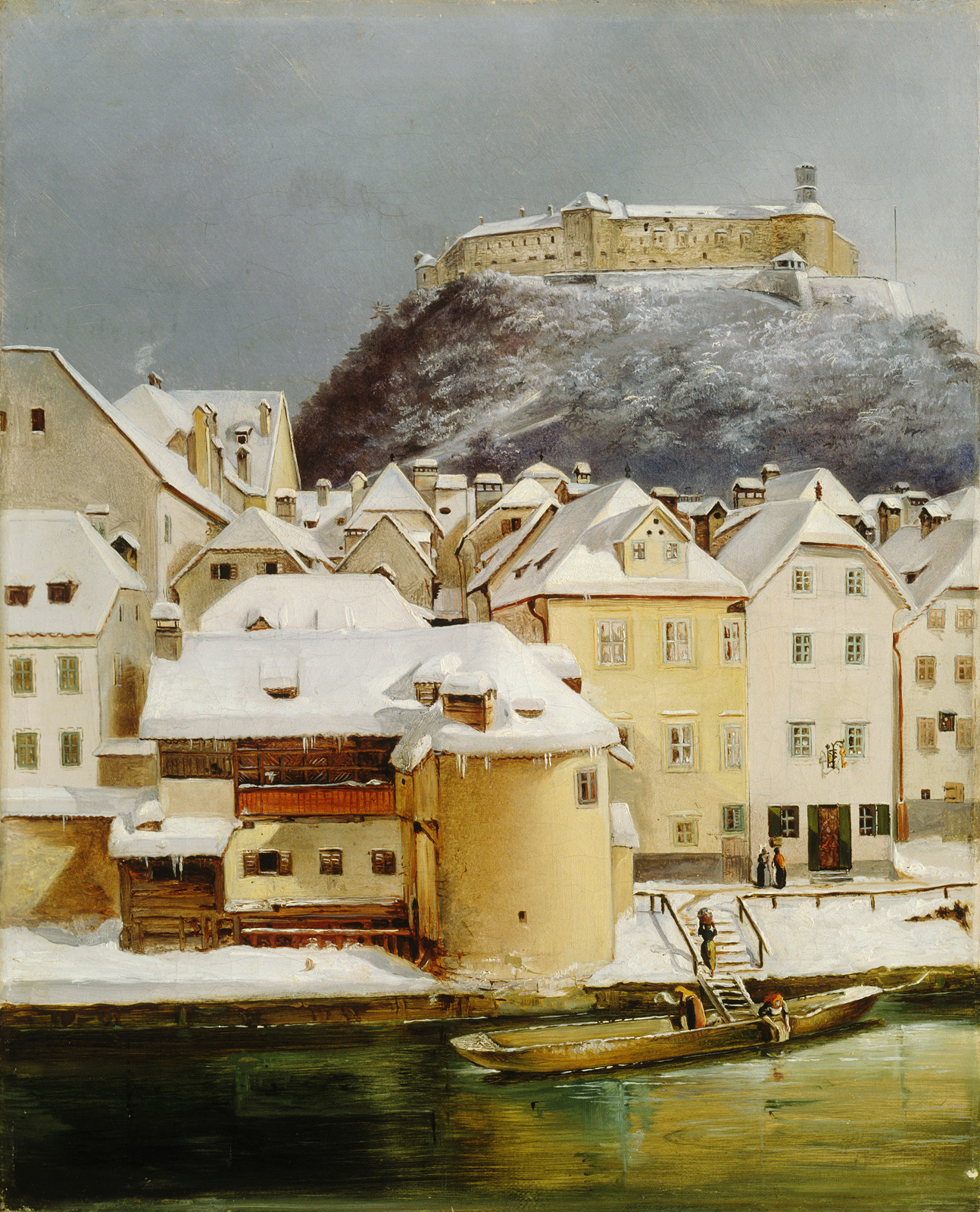
Pavel Künl (1817–1871): Fischerplatz in Ljubljana, 1847
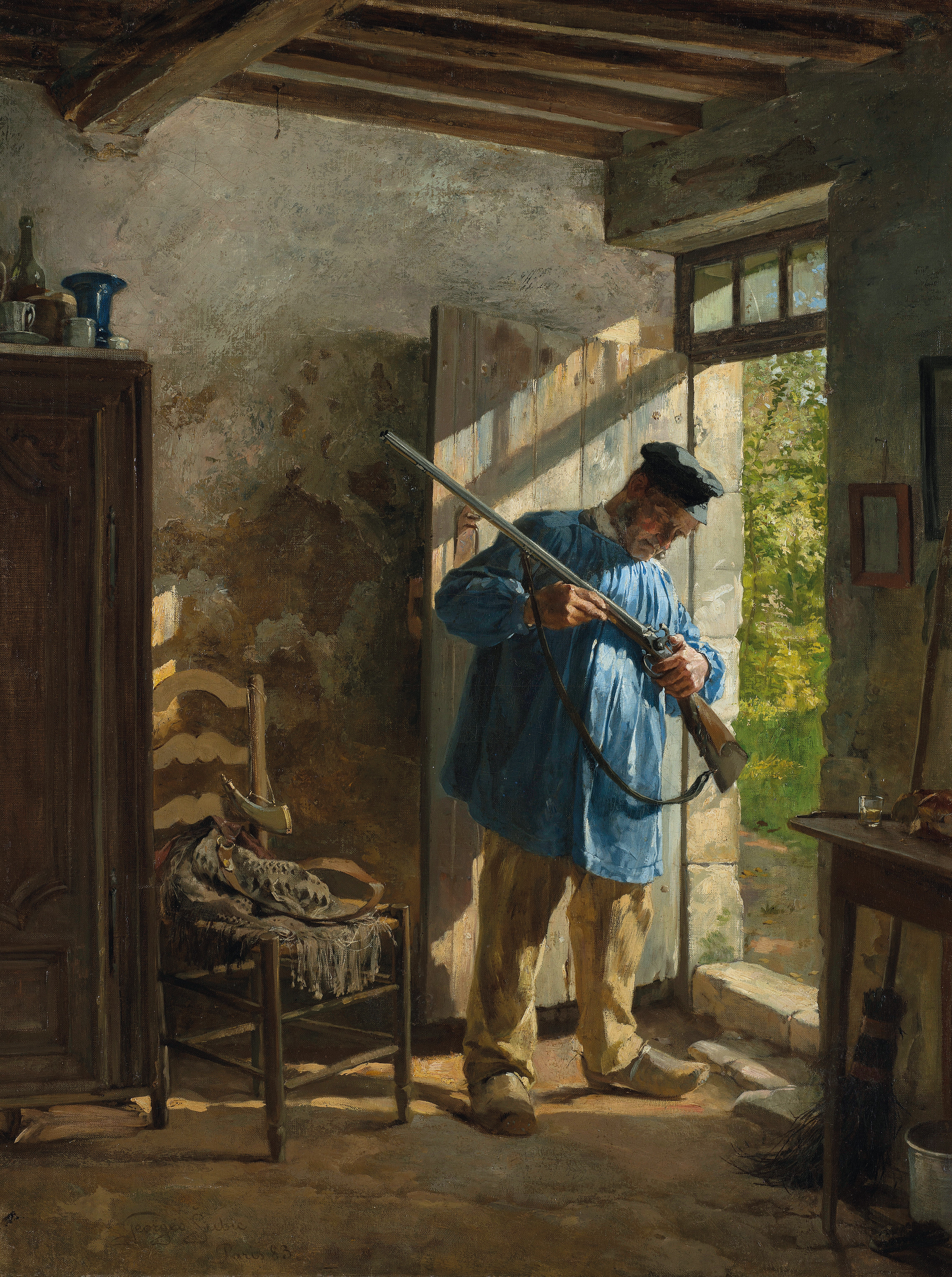
Jurij Šubic (1855–1890): Vor der Jagd, 1883
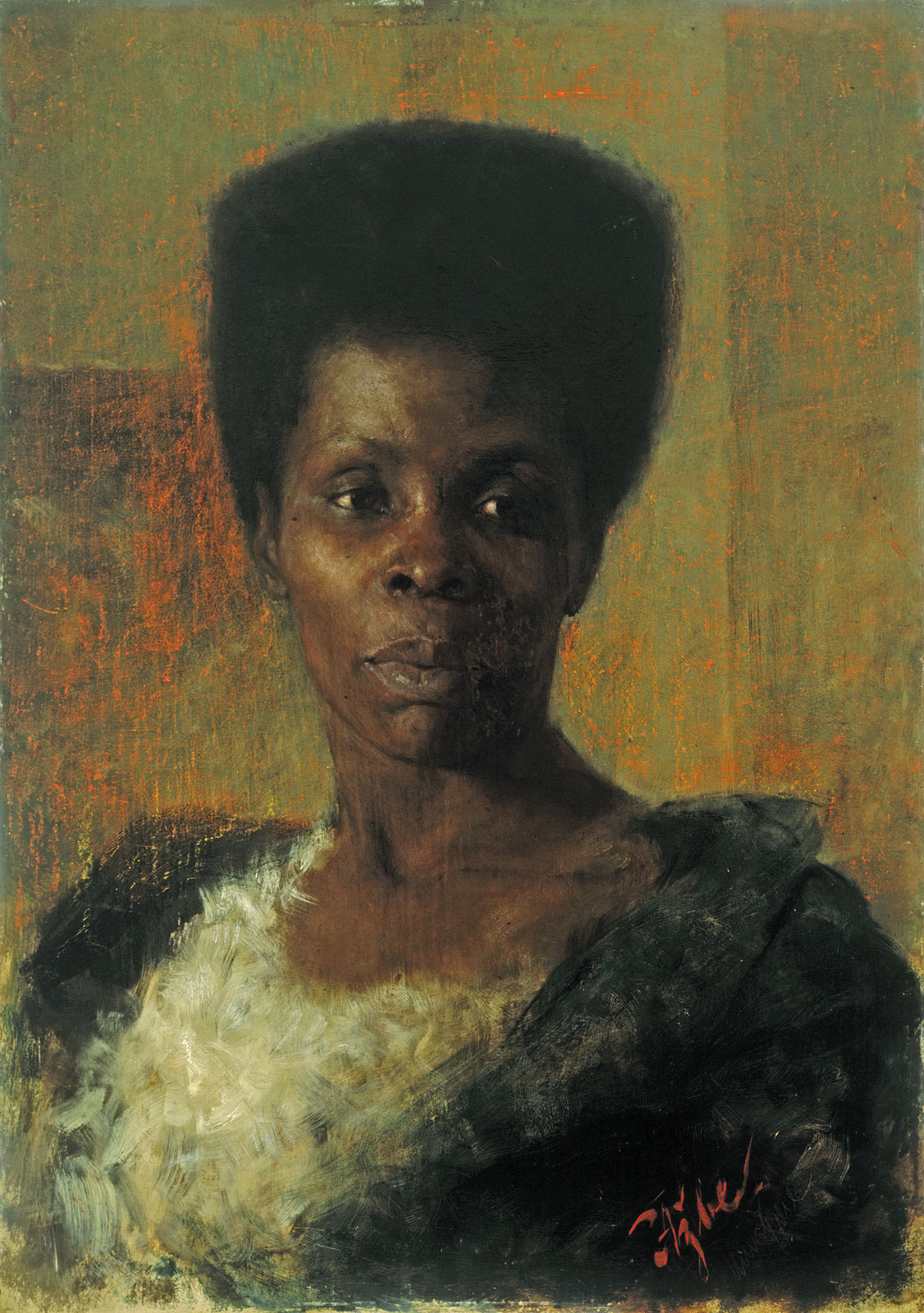
Anton Ažbe (1862–1905): Zamorka, 1895
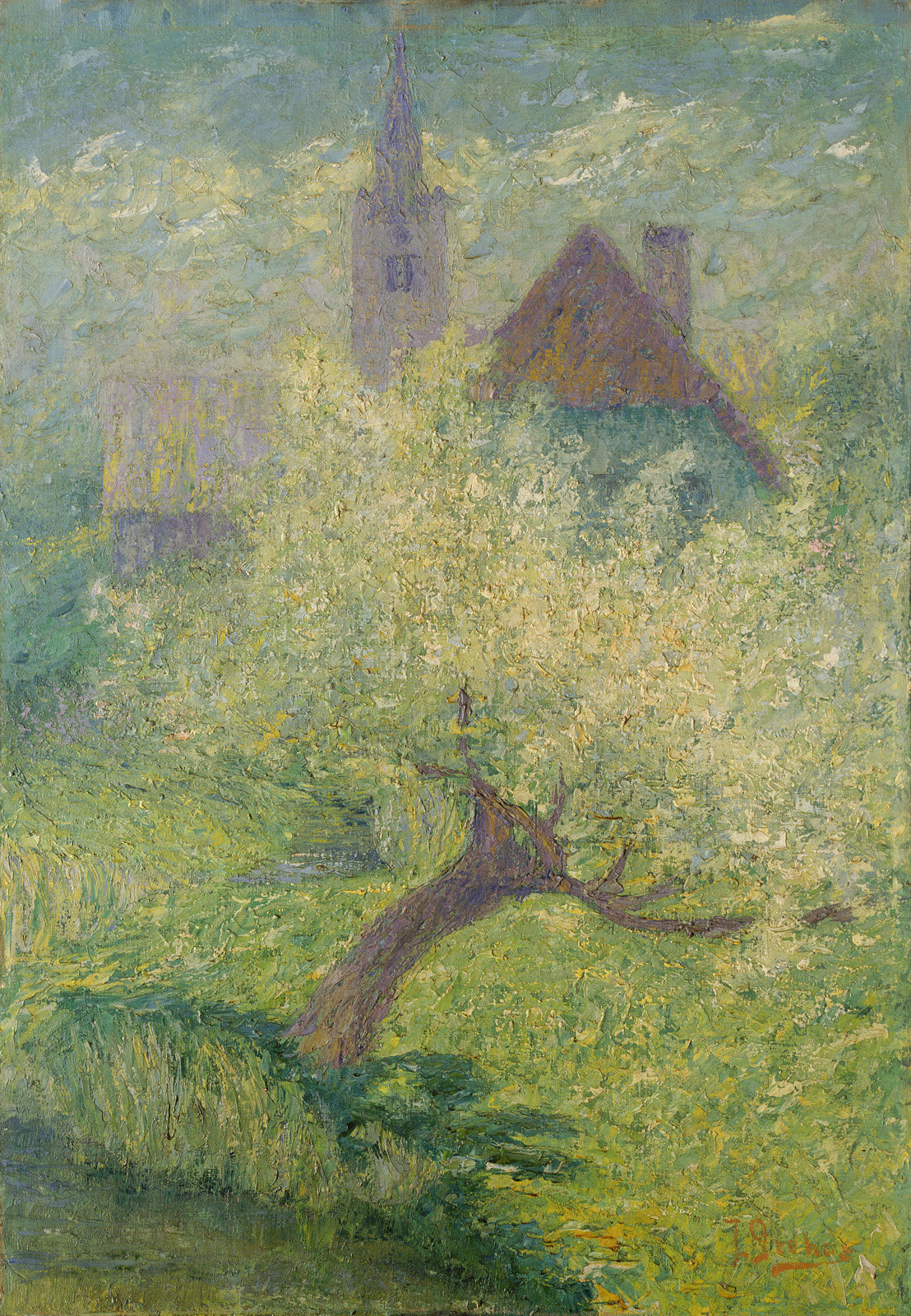
Ivan Grohar (1867–1911): Apfelblüte, um 1907
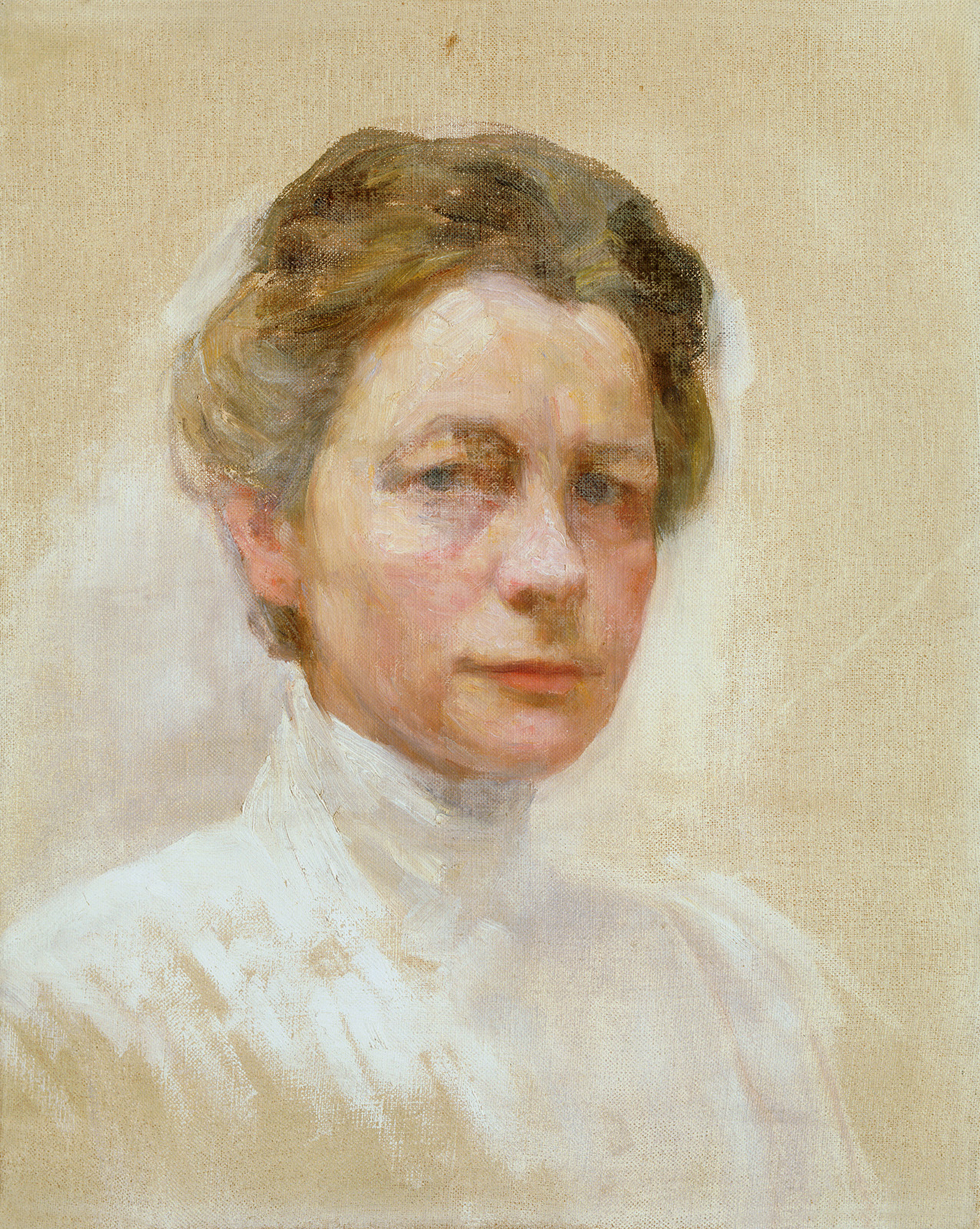
Ivana Kobilca (1861–1926): Selbstportrait, um 1910

Liste von Künstlern, die mit Werken im Museum vertreten sind:
| - Anton Ažbe - Giovanni Baglione - Franc Bernekar - Renato Birolli - Massimo Campigli - Giovanni Andrea Carlone - Anton Čebej - Ladislao de Gauss - Lojze Dolinar - Frans II Francken - Friedrich Gauermann | - Ivan Grohar - Rihard Jakopič - Matija Jama - Abraham Janssens - Jacob Jordaens - Jean Jouvenet - Ivana Kobilca - Matevž Langus - Filipp Malyavin - Jožef Petkovšek | - Jacob Pynas - Gerard Seghers - Matej Sternen - Janez Šubic - Jurij Šubic - Giuseppe Tominz - Ivan Vavpotič - Élisabeth Vigée-Lebrun - Cornelis de Wael - Ivan Zajec |